# Pedilophorus monicae
Pedilophorus monicae is een keversoort uit de familie pilkevers (Byrrhidae). De wetenschappelijke naam van de soort is voor het eerst geldig gepubliceerd in 1999 door Fabbri.